# アクセス (千葉県の企業)
株式会社アクセス （英: ACCESS Co.）は、千葉県習志野市に本社を置く企業。

## 概要
主な事業に高所作業車・高所作業台などの輸入販売・点検修理および、千葉県習志野市・船橋市などにおける介護事業がある。

## 沿革
- 1996年（平成8年）
  - 東京都港区高輪に会社を設立[2]。
  - 加国スカイジャック社とのアライアンスを締結[2]。
- 1998年（平成10年）
  - 米国グローブ社とのアライアンスを締結[2]。
  - 英国ニフティ社とのアライアンスを締結[2]。
- 2000年（平成12年） - 米国アップライト (Upright)社とのアライアンスを締結[2]。
- 2002年（平成14年） - 高所作業台の年次点検業務を開始[2]。
- 2003年（平成15年） - 仏国ホロット社とのアライアンスを締結[2]。
- 2005年（平成17年）
  - 介護事業部設立　居宅支援事業・訪問介護事業を開始[2]。
  - 通所介護事業を開始[2]。
- 2009年（平成21年） - 本社を千葉県習志野市に移転[2]。

## 製品
- 高所作業車
  - マスト式高所作業車 STARシリーズ haulotte社
  - シザース式高所作業車 COMPACTシリーズ haulotte社
  - 屈折ブーム式高所作業車 HRシリーズ niftylift社
  - 直進ブーム式高所作業車 Hシリーズ haulotte社
  - アウトリガー式軽量高所作業車 SDシリーズ niftylift社
- 高所作業台
  - アルミ合金製油圧電動リフト QUシリーズ haulotte社
  - ノンアウトリガー式油圧電動リフト QU1シリーズ haulotte社
  - 二人乗り油圧電動リフト WQUシリーズ haulotte社
  - 大型アルミ合金製油圧電動リフト Pシリーズ 日本製
  - 牽引式高所作業台 niftyシリーズ niftylift社
  - アルミ合金製手動リフト ALシリーズ 日本製
- ローリングタワーほか